# 釘原站
釘原站（日语：／ Kugiwara eki */?）是位於大分縣日田市，屬於九州旅客鐵道（JR九州）日田彥山線BRT（BRT彥星線）的車站。車站位於國道211號上。在日田彥山線添田～日田段停駛時，本站曾經作為今山站的替代巴士車站，BRT化時正式成為獨立車站。
根據JR九州的定義，本站雖為巴士站，但仍然以代表鐵路車站的稱呼。

## 車站構造
採用一般日本簡易巴士站的模式，只設有1個BRT專用站牌置於國道211號東側的行人路上。車站沒有設置候車亭及候車座椅。由於西側並沒有行人路，因此不論乘搭往添田（上行）或往日田（下行）都在此等候，而當往添田方向的巴士靠站時，乘客須先橫過馬路到另一側才可以上車，下車亦然；往日田方向則直接在車站上落。

### 月台
| 路線                        | 上下行   | 方向               | 備註 |
| --------------------------- | -------- | ------------------ | ---- |
| ■日田彥山線BRT（BRT彥星線） | 上行     | 筑前岩屋、添田方向 |      |
| 下行                        | 日田方向 |                    |      |

## 歷史
- 2017年7月31日：因應日田彥山線長期不能通行，JR開設由大行司至日田替代巴士服務，本站作為今山站的所屬停車站[3][4]。
- 2022年6月30日：JR九州公佈日田彥山線BRT的車站設置計劃，本站為其中一個新加設的車站[5][6]。
- 2023年8月28日：車站正式啟用[7][8]。

## 使用狀況
| 年度 | 一日平均 乘車人次 | 參考資料   |
| ---- | ----------------- | ---------- |
| 2023 | 1                 | [ 統計 1 ] |

## 相鄰車站
九州旅客鐵道（JR九州）
■日田彥山線BRT（BRT彥星線）
今山 — 釘原 — 小鶴

### 統計
1. ↑  駅別乗車人員上位300駅（2023年度） （页面存档备份，存于），JR九州。

## 外部連結
- JR九州釘原（BRT）站（日語）